# Монтрино (Беневенто)
Монтрино је насеље у Италији у округу Беневенто, региону Кампанија.
Према процени из 2011. у насељу је живело 38 становника. Насеље се налази на надморској висини од 547 м.